# David Forbes (hockey sur glace)
Pour les articles homonymes, voir David Forbes et Forbes (homonymie).
David Stephen Forbes, dit Dave Forbes, né le 16 novembre 1948 à Montréal dans la province de Québec au Canada et mort le 25 mars 2024 à Colorado Springs au  Colorado, est un joueur canadien retraité de hockey sur glace . 

## Carrière
Il occupe le poste d'ailier gauche et passe quatre saisons avec les Bruins de Boston à titre d'agent-libre avant d'être repêché par les Capitals de Washington pour la saison 1977-1978. Après avoir joué une saison avec l'équipe, il débute deux matchs lors de la saison 1978-1979 avant d'être échangé aux Stingers de Cicinnati jouant dans l'Association mondiale de hockey.

## Charges criminelles
Forbes est accusé de voie de faits graves après avoir fracturé la cavité orbitale de Henry Boucha lors d'une partie contre les North Stars à Minneapolis en 1975, le laissant avec une vision limitée à l’œil droit. De nature inhabituelle pour des faits survenus durant une partie de hockey, le procès connu un grand retentissement médiatique. Le jury ne parvenant pas à s'entendre, les charges sont alors abandonnées . Néanmoins, Forbes est suspendu durant 10 parties par la Ligue nationale de hockey et Forbes et les Bruins conviennent de régler la cause au civil en dédommageant Boucha par une compensation d'un million de dollars .
Dave Forbes meurt le 25 mars 2024 à Colorado Springs au  Colorado.